# Los señores de Alcorcón y el holgazán de Pepón
Los señores de Alcorcón y el holgazán de Pepón són personatges de ficció i una sèrie de còmics creats per Roberto Segura. Van aparèixer per primer cop a la revista de comics Ven y Ven i al Suplemento de Historietas del DDT l'any 1959. Els protagonistes són Pepòn, la seva germana i Arturo el marit de la germana i cunyat de Pepón.

## Vida quotidiana
Malgrat el títol de la sèrie el veritable protagonista és Pepón, amb un cert sobrepès, una panxa considerable i un aspecte de conco empedreït, contrasta amb la seva germana, una dona rossa, estilitzada i molt atractiva. Arturo, el cunyat és morè amb tendència al sobrepès i portà sempre una corbata de llacet que no es treu per cap concepte.
El caràcter de Pepón és el d'una persona oberta i generosa, sobretot amb el que no és sèu, és tant gandul que gairebé sempre està estirat en algun lloc o altre. Un dels motius que fa pensar que és un gandul és el fet que malgrat els esforços del seu cunyat per trobar-li feina, Pepón sempre aconsegueix que l'intent de tenir una feina sigui un fracàs.
La seva germana és una dona senzilla i una mestressa de casa. Un dels seus objectius és aconseguir que el seu marit no assassini al seu germà, doncs, Arturo és un home que té força mal caràcter s'ofèn fàcilment i és propens a la irritació. Una de les coses que el treu de polleguera és el sentit de l'humor del seu cunyat, en Pepón quan es dirigeix al Arturo li diu "el Nene".
Pepón, també és extremadament generós fins al punt que en una historieta publicada al número 3 de la segona temporada de Tio Vivo, Pepón, va entregar de manera gratuïta quasi tot el mobiliari de la casa de la seva germana s un sense sostre que va trucar a la porta. El més greu del fet és que el sense sostre no era d'altre que un conegut lladre conegut amb el sobrenom d'"El Penitas".
Pel tarannà de Pepón i la mala relació que té amb el seu cunyat, quasi totes les historietes acaben amb Arturo perseguint a Pepón amb algun tipus d'arma pesant.

## Autors
L'autor principal i creador de Los señores de Alcorcón y el holgazán de Pepón és Roberto Segura (Badalona, Barcelonès, 14 de febrer de 1927 - Premià de Mar, Maresme, 4 de desembre de 2008) va ser un guionista i dibuixant de còmics català, conegut pels seus personatges còmics per a les revistes de l'editorial Bruguera.

## Publicacions
| Nom de la Publicació | Editorial               | Any       | Número/s | Format                  | Notes                                                       |
| -------------------- | ----------------------- | --------- | -------- | ----------------------- | ----------------------------------------------------------- |
| Tio Vivo. 2 època    | Editorial Bruguera,S.A. | 1961-1981 | 1043     | Quadern vertical Grapat | 55 extras                                                   |
| Super Mortadelo      | Editorial Bruguera,S.A. | 1972-1986 | 277      | Quadern vertical Grapat | Del 1 al 169 (Super Mortadelo) i del 170 al 277 (Mortadelo) |
| Super Tio Vivo       | Editorial Bruguera,S.A. | 1972-1983 | 135 ?    | Quadern vertical Grapat | 10 extraordinaris                                           |
| Mortadelo Gigante    | Editorial Bruguera,S.A. | 1974      | 18       | Rusticà Encolat         | 148 pàgines                                                 |
| Bruguelandia         | Editorial Bruguera,S.A. | 1981-1983 | 29       | Quadern vertical Grapat | 76 pàgines                                                  |
| Super Pulgarcito     | Editorial Bruguera,S.A. | 1970      | 152 ?    | Quadern vertical Grapat | 10 extraordinaris                                           |
| Magos del Humor      | Editorial Bruguera,S.A. | 1971      | 21       | Album, Tapa Dura        | Recopilació amb àlbum                                       |
| Super Mortadelo      | Editorial Bruguera,S.A. | 1972-1986 | 277      | Quadern vertical Grapat | Del 1 al 169 (Super Mortadelo) i del 170 al 277 (Mortadelo) |
| Super Carpanta       | Editorial Bruguera,S.A. | 1977      | 57 ?     | Quadern vertical Grapat | 60 pàgines                                                  |
| Super Rompetechos    | Editorial Bruguera,S.A. | 1978-1985 | 45       | Quadern vertical Grapat | 60 i 52 pàgines                                             |
| Super Carpanta       | Editorial Bruguera,S.A. | 1977      | 57 ?     | Quadern vertical Grapat | 60 pàgines                                                  |
| Super Humor Clásicos | Ediciones B,S.A.        | 2005-2013 | 10       | Album, Tapa Dura        | Varis personatges, volums monogràfics                       |
| Clásicos del Humor   | R.B.A.                  | 2009      | 40       | Album, Tapa Dura        | Varis personatges, volums monogràfics                       |